# Craniotome furcata
Craniotome furcata là một loài thực vật có hoa trong họ Hoa môi. Loài này được (Link) Kuntze mô tả khoa học đầu tiên năm 1891.